# Розінг Борис Львович
Борис Львович Розінг (23 квітня 1869, Санкт-Петербург — 20 квітня 1933, Архангельськ) — російський фізик, вчений, педагог, піонер телебачення, автор перших в Російській імперії дослідів по напівелектронному телебаченню, за які Російське технічне товариство присудило йому золоту медаль і премію імені К. Г. Сіменса.

## Біографія
В 1887 року в Петербурзі закінчив гімназію із золотою медаллю, в 1891 році — фізико-математичний факультет Петербурзького університету з дипломом першого ступеня. Був залишений в університеті для підготовки до професорського звання.
З 1892 року викладав в Петербурзькому технологічному інституті, з 1895 — в Костянтинівському артилерійському училищі. Один з ініціаторів вищої жіночої освіти в Росії. Був деканом електромеханічного факультету відкритих в 1906 році Петербурзьких Жіночих політехнічних курсів, в 1915 році перетворених в Петроградський Жіночий політехнічний інститут .
В 1908 і 1909 рр. відкриття нового способу прийому зображення в телебаченні підтвердили патенти, видані в Англії і Німеччині. В 1911 році вдосконалене Розінгом телевізійне пристосування було запатентовано в Росії, Англії, Німеччини, США.
30 жовтня 1910 року  Борис Розінг отримав патент за № 18076 з пріоритетом від 25 липня 1907 року на «Спосіб електричного передавання зображень на відстань». Згідно з патентом, в передавачі використовувалась електромеханічна схема безконтактного сканування зображення з використанням системи рухомих дзеркал. Для створення відеосигналу застосовувався високочутливий фотоелемент, розроблений автором. В приймачі використовувалась модифікована автором трубка Брауна, а для розгортки використовувались сигнали, сформовані синхронно та синфазно до руху дзеркал в передавачі.
9 травня 1911 року на засіданні Російського наукового товариства Б. Розінг продемонстрував класичну систему напівелектронного ТБ та здійснив передачу зображення чотирьох білих смуг на чорному фоні. Число рядків — 12. З'єднання передавача з приймачем було дротове. Через інерційність електромеханічного тракту передавання, можна було здійснювати передавання лише нерухомих зображень. Б. Розінг вперше у напівелектронному ТБ застосував безконтактну систему сканування зображення  В науковій лабораторії Б. Розінга працював його студент та помічник, В. Зворикін, який був зацікавлений питаннями розвитку систем ТБ, а Розінг, як істинно вчений нічого не приховував від свого учня. 1919 року В. Зворикін емігрував до Америки де продовжив роботу над телебаченням.
В 1920 році Б. Розінг створив і очолив в Катеринодарі фізико-математичне товариство. Товариство була членом Російської фізико-хімічне асоціації. Підсумкова праця — книга «Електрична телескопія (бачення на відстані). Найближчі завдання і досягнення», яка була опублікована в Петрограді в 1923 році.
В 1931 році був заарештований по «справі академіків» «за фінансову допомогу контрреволюціонерам», згодом засланий на три роки в Котлас без права роботи. Завдяки заступництву радянської та зарубіжної наукової громадськості, в 1932 у переведений в Архангельськ, де вступив на кафедру фізики Архангельського лісотехнічного інституту.
Помер від крововиливу в мозок. Похований в Архангельську на Вологодському цвинтарі.
15 листопада 1957 року Президією Ленінградського міського суду було скасовано постанову виїзної сесії колегії ОГПУ на підставі відсутності складу злочину. Б. Л. Розінг був повністю виправданий.
Докладно про піонерів телебачення: Історія виникнення телебачення